# Вадим, или Пробуждение двенадцати спящих дев (опера)
«Вадим, или пробуждение двенадцати спящих дев» — волшебная опера в трёх действиях с прологом, написанная в 1832 году Алексеем Верстовским. Первоначальный текст либретто, основанного на второй части баллады Василия Жуковского «Двенадцать спящих дев», принадлежал Степану Шевырёву, в окончательной редакции принимали участие Сергей Аксаков и другие московские литераторы.

## История

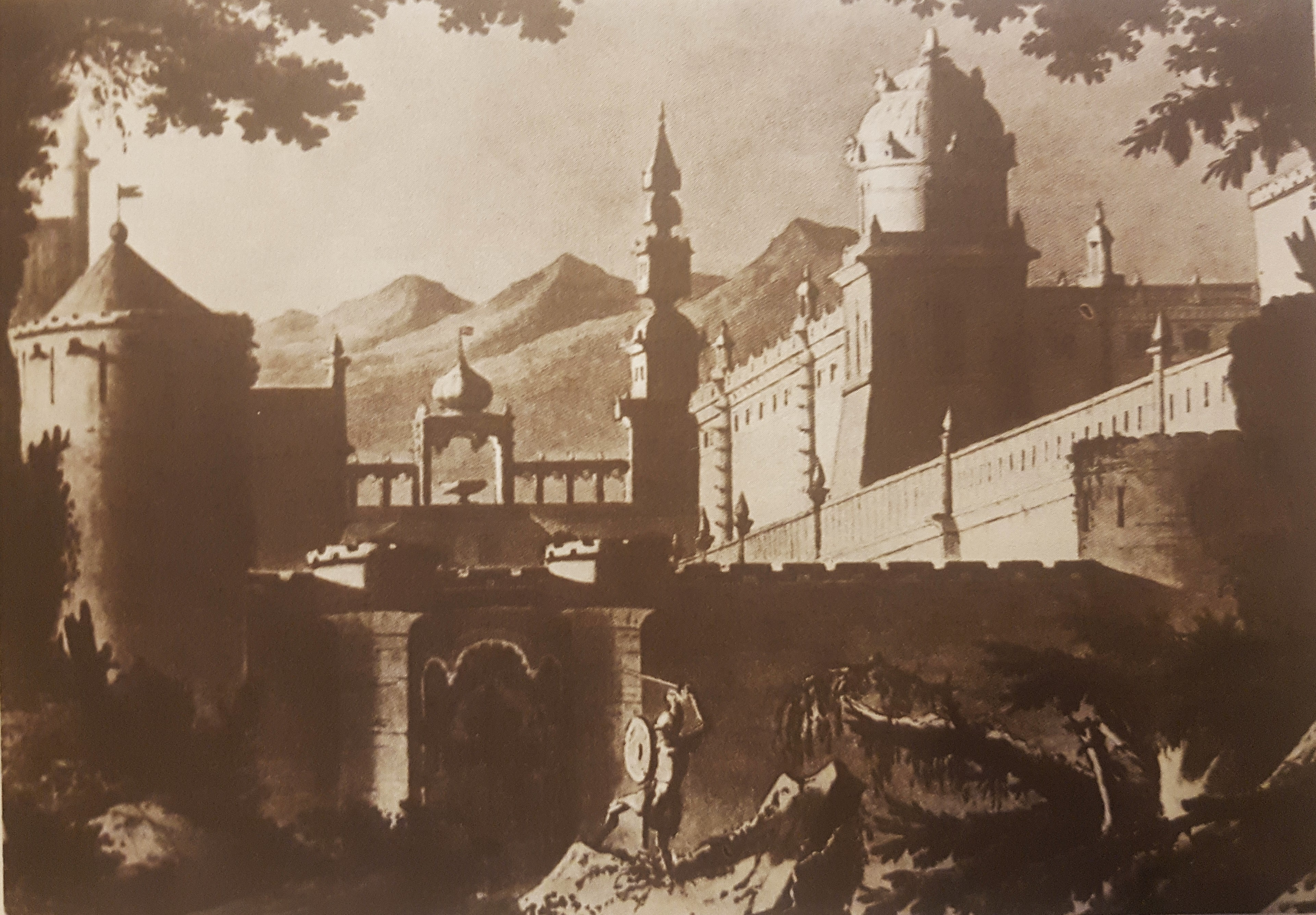
Сцена из оперы «Вадим», 1832

Либретоо оперы было основано на второй части баллады В. Жуковского «Двенадцать спящих дев», представлявшей собою попытку русифицировать роман немецкого писателя Г. Шлиса, сюжет которого Жуковский перенёс в Древнюю Русь. Первоначальный текст, написанный Степаном Шевырёвым, не удовлетворил друзей композитора, и в дальнейшем его дорабатывал коллектив московских литераторов, в том числе И. В. Киреевский, С. Т. Аксаков, М. П. Погодин.
Премьера оперы состоялась 28 ноября 1832 года в Москве, в Большом театре, под руководством дирижёра И. Фельцмана; режиссёром постановки был А. Акимов, балетмейстером И. Лобанов. Верстовский представил славянскую жизнь в форме волшебного и фееричного спектакля. Современники отмечали в музыке элементы русского стиля, но подвергли критике либретто, нескладность сценического действия.
В опере «Вадим, или Пробуждение двенадцати спящих дев» Верстовский соединяет фантастическое и реалистическое начало. Как и во всех русских операх того времени, в «Вадиме» вокальные номера чередовались с разговорными диалогами. По совету С. Аксакова Верстовский лишил вокальной партии главного героя оперы — Вадима, и на премьере эту роль  исполнял актёр Малого театра, знаменитый трагик Павел Мочалов. 
По отзывам Серова, опера была любима зрителями скорее за сценические, нежели за музыкальные эффекты.

## Действующие лица

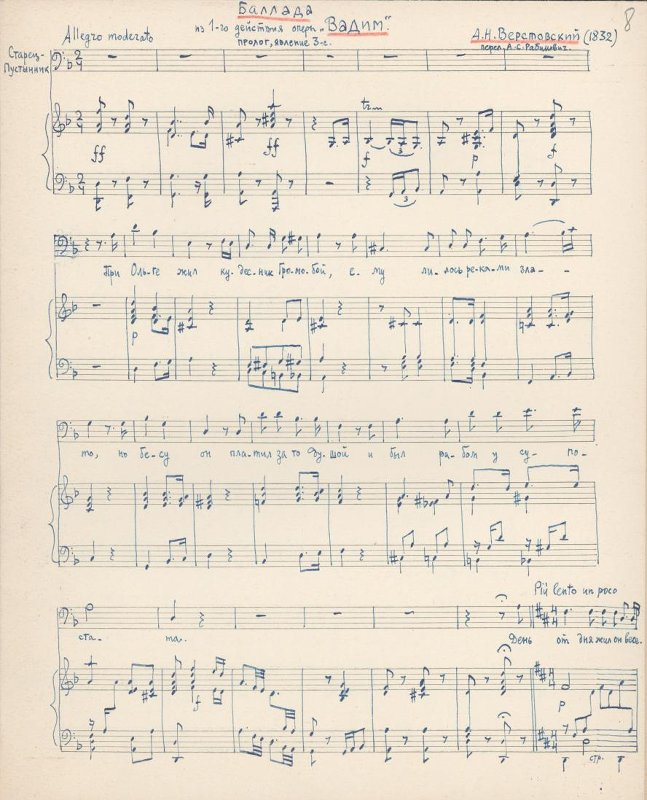
Муз. рукопись. Верстовский А. Н. Баллада из оперы «Вадим» (1 д., пролог).

- Новгородский князь Вадим — П. Мочалов
- Княжна Гремислава — Н. Репина
- Стемид, друг Вадима — А. Бантышев
- Пустынник — Н. Лавров
- Боян — П. Щепин[5]

## Либретто
Действие происходит во времена Древней Руси. Вадим помогает освободиться Гремиславе — дочери киевского князя. Гремиславу похитил разбойник Чёрный Вепрь, который на самом деле приходится Вадиму отцом. С Вадимом случаются разные приключения, и он узнаёт, что для искупления своего и отцовского греха нужно освободить двенадцать спящих дев.
Громобой продал душу дьяволу, и в наказание за это его двенадцать дочерей погружены в волшебный сон. Избавить их от этих чар может только благородный герой, такой, как новгородский князь Вадим. Вадим снимает проклятие, которое было наложено на дочерей Громобоя. Девушки возносятся на небо. Теперь Вадим может быть вместе с Гремиславой, дочерью князя Святослава, которую он любит.

## Новая постановка оперы
22 сентября 1850 года состоялась премьера новой постановки оперы. Режиссёр П. Щепин, дирижёр И. Иоганис, балетмейстер И. Лобанов. В новой постановке оперы в некоторых местах был добавлен медный хор, что придало опере в некоторых местах ещё больше музыкальности.